# Březí (kraj Wysoczyna)
Březí – miejscowość i gmina (obec) w Czechach, w kraju Wysoczyna, w powiecie Zdziar nad Sazawą. W 2022 roku liczyła 180 mieszkańców.